# Franz Ludwig Zahn

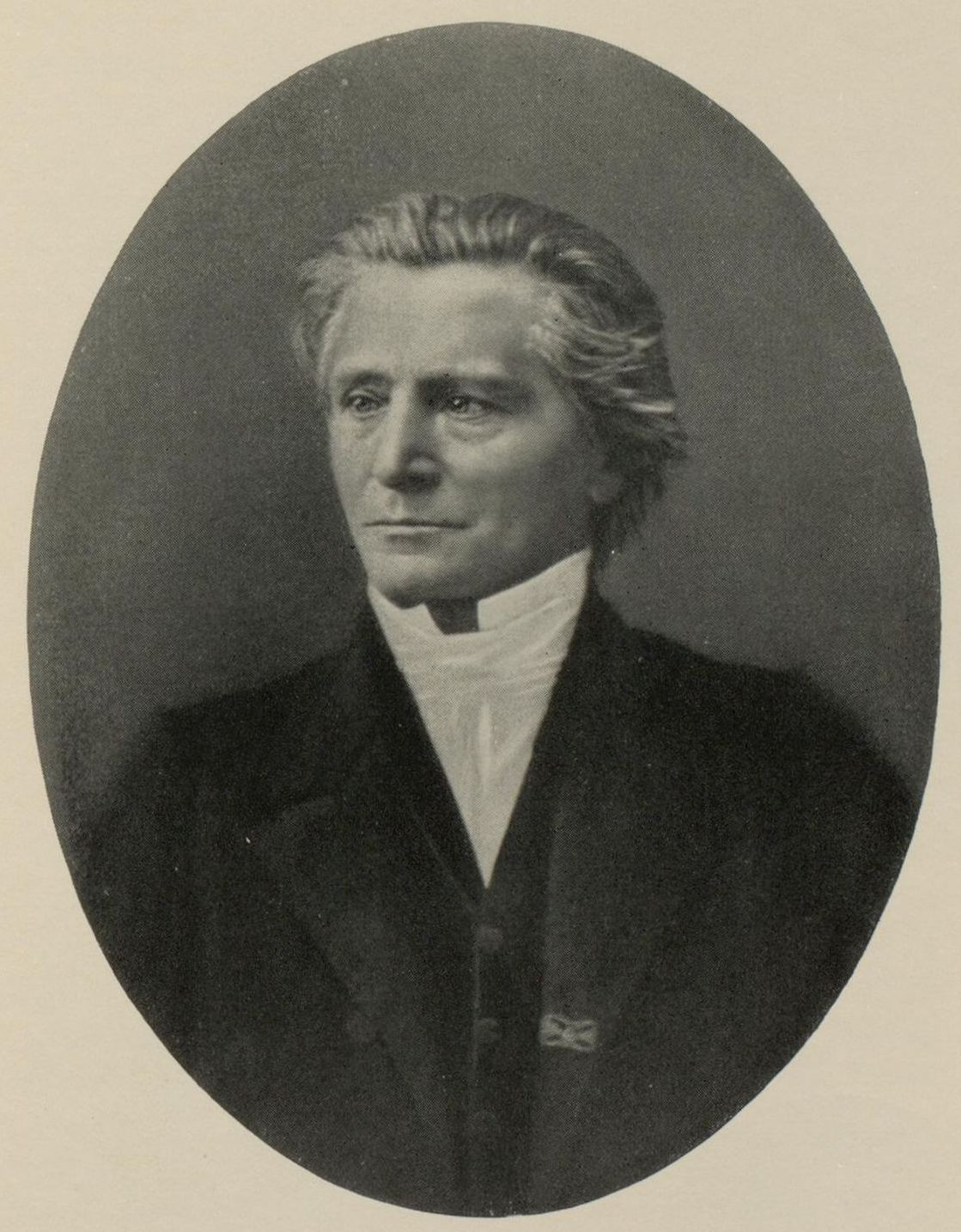
Franz Ludwig Zahn

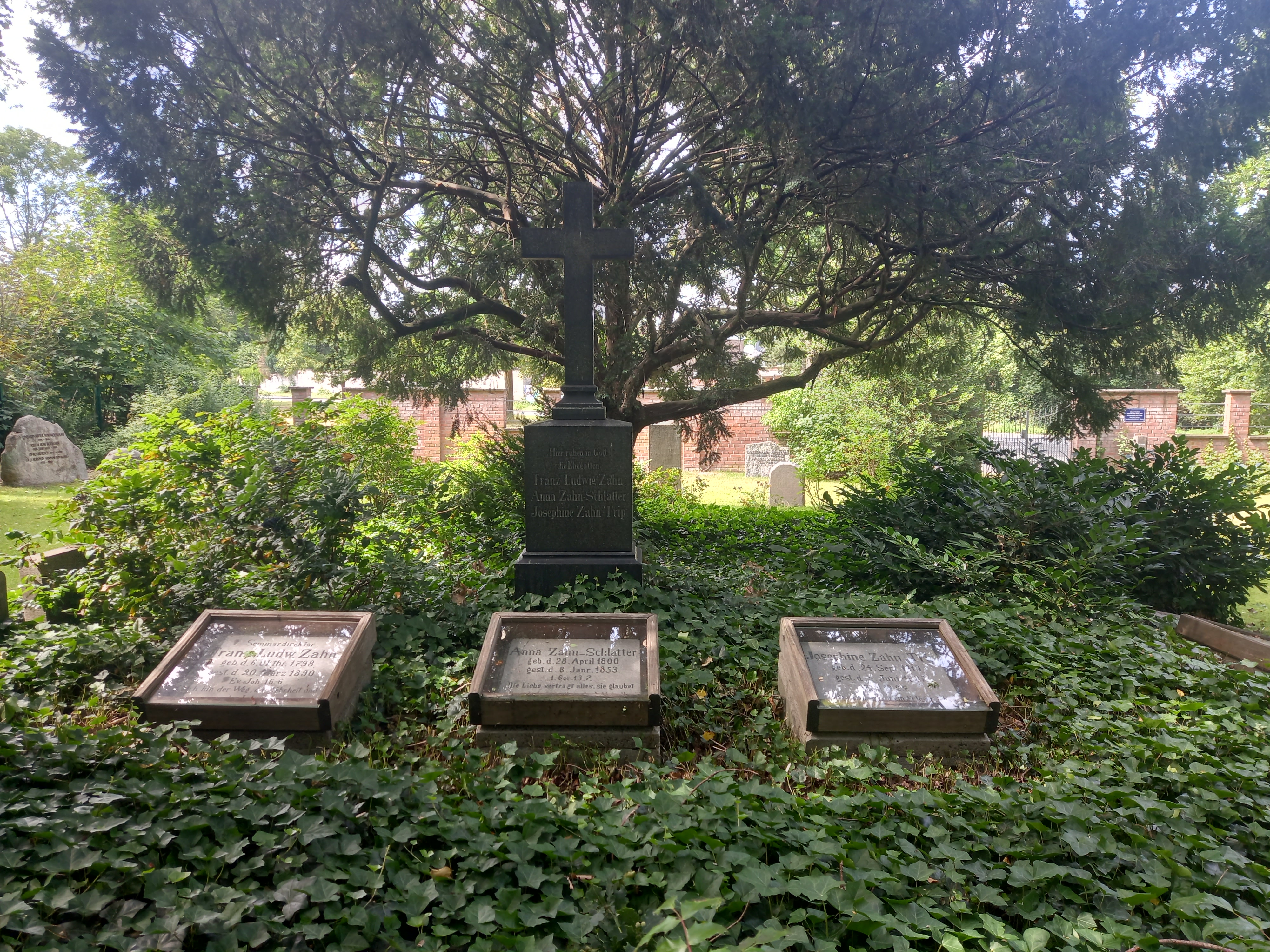
Das Grab von Fanz Ludwig Zahn und seiner Ehefrau Anna Zahn-Schlatter auf dem Privatfriedhof der Familie Zahn in Moers

Franz Ludwig Zahn (* 6. Oktober 1798 in Wasserthaleben; † 20. März 1890 auf Gut Fild bei Moers) war ein deutscher Pädagoge.

## Leben
Zahn war das fünfte Kind des Pfarrers Johann Gottlieb Zahn (* 6. September 1762 in Wasserthaleben; † 3. April 1845 ebenda) und seiner Ehefrau Amalie Karoline Christine geb. Koch (* 1. Januar 1771 in Großenehrich; † 17. Februar 1853 in Wasserthaleben).
Zahn studierte von 1817 bis 1820 an der Universität Jena Rechtswissenschaft und von 1822 bis 1824 an der Friedrich-Wilhelms-Universität zu Berlin evangelische Theologie. 1825 trat er unter Wilhelm Harnisch als Seminarlehrer in das Weißenfelser Lehrerseminar ein, von wo er 1827 als Direktor des Fletcherschen Lehrerseminars nach Dresden berufen wurde.

Fletchersches Lehrerseminar Dresden

Im selben Jahr heiratete er die aus St. Gallen stammende Anna Schlatter (* 28. April 1800 in St. Gallen; † 8. Januar 1853 in Moers), eine Tochter der schon damals in pietistischen Kreisen bekannten Anna Schlatter-Bernet (1773–1826). Aus der Ehe gingen insgesamt zehn Kinder hervor (u. a. Johannes Zahn (Pädagoge), Theodor Zahn (Theologe), Franz Michael Zahn (Theologe), Franz Volkmar Zahn). Zahn verließ Dresden 1832 in Richtung Moers. Als Nachfolger Adolf Diesterwegs wurde er Seminardirektor am dortigen Lehrerseminar und setzte sich dabei gegen seinen Mitbewerber Johann Jakob Ewich durch. 1836 gründete er eine Präparandenanstalt (auch bekannt als „Filder Erziehungsanstalt“ oder „Martinstift“) auf seinem Gut Fild bei Moers.

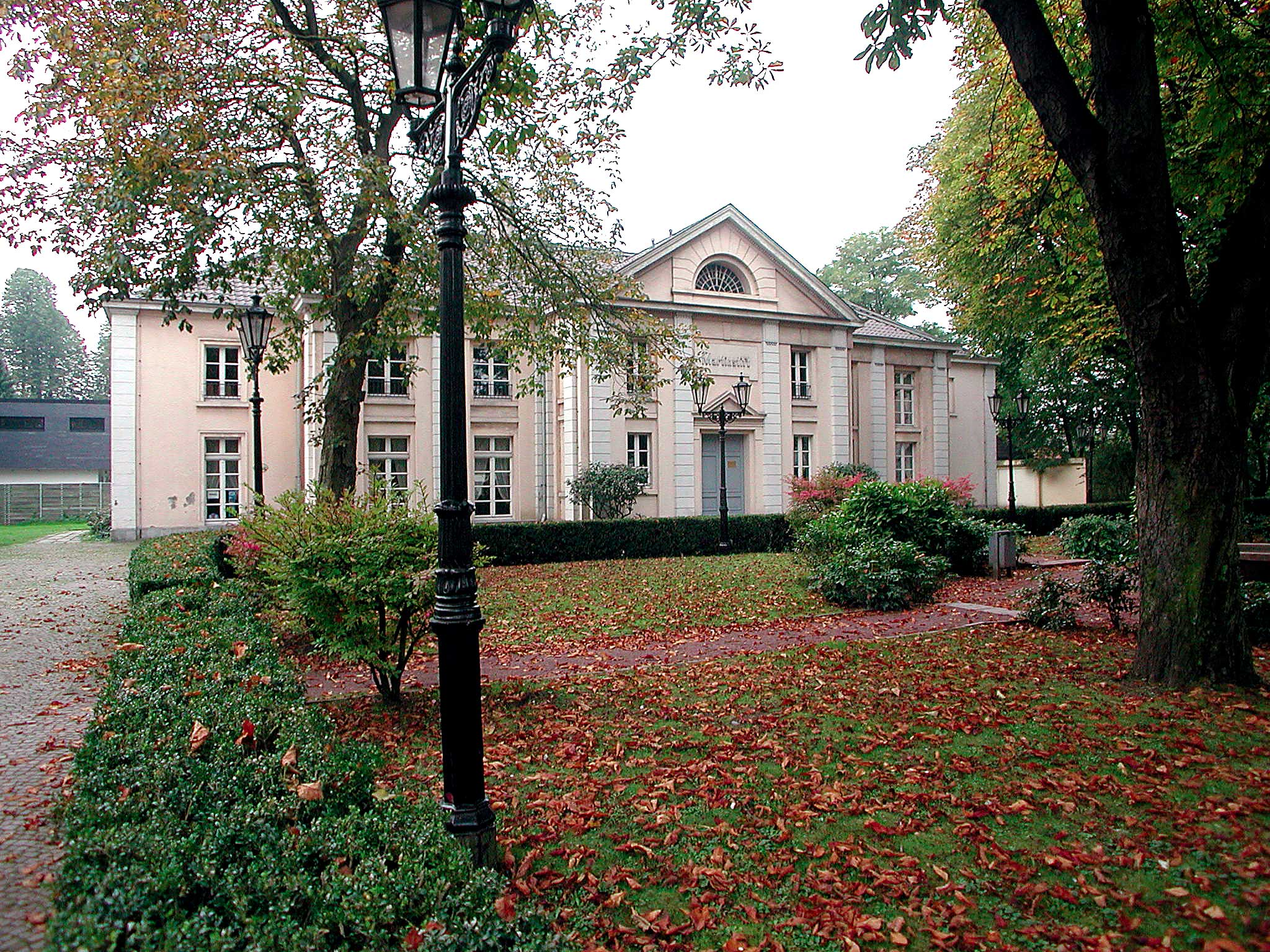
Martinstift (Moers)

Des Weiteren richtete er auf dem Gut noch eine Taubstummen- und Blindenanstalt ein. Finanziert wurden beide Anstalten durch den Verkauf von Büchern, die durch Zahn in seiner eigenen „Rheinischen Schulbuchhandlung“ (im weiteren Verlag August Bagel) herausgegeben wurden sowie durch ein Darlehen des preußischen Staates. 1848 war Franz Ludwig Zahn einer der Initiatoren bei der Gründung des „Vereins evangelischer Lehrer für Rheinland und Westfalen“. Seine Zeitschrift „Schulchronik“ wurde das offizielle Vereinsorgan, ihm beigegeben wurde später die Beilage „Der Grafschafter“, die sich zu einer bemerkenswerten Zeitung für den Niederrhein entwickelte und als eine der Wurzeln der heutigen „Rheinischen Post“ betrachtet werden kann. 1857 wurde Zahn durch Ferdinand Stiehl des Amtes als Seminardirektor enthoben. Seinen Lebensabend verbrachte er dann weiter auf Gut Fild bei Moers. Die Präparandenanstalt sowie die Taubstummen- und Blindenanstalt wurden von seinem Sohn Franz Volkmar fortgeführt.

## Werke
Zahns Biblische Geschichten haben in verschiedenen Ausgaben (die neueren von August Giebe bearbeitet) weite Verbreitung (nach Millionen Exemplaren) gefunden; ferner gab er heraus:
- Geschichte des Reichs Gottes (1830, 2 Bde.),
- Handbuch zur biblischen Geschichte (Auswahl aus Luthers Schriften zu jeder biblischen Geschichte) etc.,
- Filder Bibelkalender,
- Schulchronik (1843–1856),
- Dorfchronik (seit 1846), welche letzteren für die Pflege des evangelischen Kirchenwesens im Rheinland hohe Bedeutung erlangt haben.

## Ehrungen
- Zahn wurde auf dem durch ihn 1853 errichteten Privatfriedhof Zahn in Moers-Vinn beigesetzt. Der Vinner Friedhof sowie der Privatfriedhof Zahn wurden 1993 unter Denkmalschutz gestellt.[8]

- Am 6. Oktober 1948 wurde im Schlosspark Moers anlässlich des 150. Geburtstages Franz Ludwig Zahns eine Linde gepflanzt. Anfang 2007 wurde diese Linde durch den Sturm „Kyrill“ umgerissen. Es verblieb nur noch der kleine steinerne Gedenkstein mit Bronzeplatte. Am 22. September 2007 wurde anlässlich des Familientreffens der Familie Zahn eine neue ca. 4 Meter hohe Linde gepflanzt.[9] Die Bronzeplatte wurde im September 2008 durch unbekannte Metalldiebe gestohlen[10]

- Im Ortsteil Moers-Vinn trägt eine Straße den Namen der Familie Zahn: Zahnstraße.